# NGC 6542
NGC 6542 је лентикуларна галаксија у сазвежђу Змај која се налази на NGC листи објеката дубоког неба.
Деклинација објекта је + 61° 21' 32" а ректасцензија 17h 59m 39,0s. Привидна величина (магнитуда) објекта NGC 6542 износи 13,3 а фотографска магнитуда 14,2. NGC 6542 је још познат и под ознакама UGC 11092, MCG 10-25-126, CGCG 300-103, IRAS 17591+6121, CGCG 301-9, KAZ 177, KUG 1759+613, PGC 61239.